# Савельева, Любовь Ивановна
Любо́вь Ива́новна Саве́льева (р. 14 января 1940, Москва, СССР) — советский и российский художник-керамист, мастер художественного стекла, педагог, профессор. Член Президиума и академик-секретарь отделения декоративно-прикладного искусства Российской академии художеств.
Академик РАХ (2001; член-корреспондент 1990). Народный художник РФ (2010). Член Союз художников СССР с 1970 года.

## Биография
Родилась 14 января 1940 года в Москве.
В 1960−1966 гг. обучалась в Московском высшем художественно-промышленном училище
С 1967 года участник зональных, республиканских, всесоюзных и зарубежных выставок.
В 1970 году принята в Союз художников СССР.
В 1974−1978 гг. — художник стеклозавода «Красный Май».
С 1969 года преподаёт в МГХПА им. С. Г. Строганова на кафедре художественной керамики и стекла, с 1997 года — профессор.

## Избранные произведения
- «Мысль о жизни». Стекло. 1982
- «Облако». Стекло. 1982
- «Озарение». Стекло. 1988
- «Павел I с супругой». Стекло. 1999
- «Портреты современников». Стекло. 1973
- «Поэзия и философия». Стекло. 1988
- «Пространство III». Стекло. 1989
- «А. С. Пушкин». Стекло. 1984
- «Скорбящие». Стекло. 1985
- «Сокольники». Стекло. 1975 (диплом АХ СССР)
- «Торжествуй мир на планете Земля». Стекло. 1985
- «Ф. И. Тютчев». Цветное стекло, спекание. 2001−2002
- «Портрет современников». Стекло, роспись. 1983
- «Любимый диван». Стекло. 1986
- «Здравствуй, племя младое, незнакомое». Стекло. 1978
- «Григорий Потёмкин». Стекло. 1999
- «Двое». Стекло. 1978
- «Екатерина II». Стекло. 1999
- «В креслах». Стекло
- «Граф Румянцев-Задунайский». Стекло

## Награды
- Народный художник РФ (2010)[2]
- Заслуженный художник РФ (1996)[3]
- Орден Дружбы (2001)[4]
- Диплом АХ СССР (1975)